# 雁屋哲
雁屋哲（日语：／ Kariya Tetsu，1941年10月6日—），日本漫畫原作者、散文家。男性。共同代表。本名：。他的其他名字包括。

## 簡歷
1941年10月6日，雁屋哲出生於中華民國北京特別市。戰後，他回到日本，在東京田園調布長大。小學、中學時期，他因感染結核病多次住院出院，看病的機會也很多，因此他立志要成為一名醫生。然而，他對東京大學醫院大樓的黑暗感到厭惡，並改變了自己的抱負。從東京都立小山台高等學校畢業後，在東京大學教養學院基礎科學系主修量子力學。
進入大學時，他曾希望成為一名學者，但到了4年級的夏天，他決定「比起留在大學，我更想了解人類社會的現實」，畢業後，他加入了廣告公司電通，在那裡工作了3年9個月。然而，他無法適應公司生活，並在公司工作期間開始擔任漫畫原作者。1974年離開公司後，他開始以自由工作者的身分全職工作。早期他主要為針對男性和少年的雜誌創作劇畫，有些作品也被改編成電視劇和電影。
1983年，由花昭負責漫畫的美食漫畫《美味大挑戰》開始連載。1988年移居澳洲雪梨，也發表過有關日本料理的散文文章。1990年代後半，他在觀點雜誌《週刊星期五》上發表了由Sugar佐藤漫畫的漫畫和《漫畫日本人與天皇》。

## 風格

### 出道—劇畫作品
1972年，他以阿月田伸也為筆名，與池上遼一一起在講談社的《週刊少年Magazine》上開始連載，他的第一部作品是，描繪了主角活躍於自行車比賽的孤兒的體育精神。此後，他創作了許多充滿陽剛之氣、反權威的劇畫作品，其中許多作品描述了體魄強健、心智健全的年輕人對抗踐踏人類的腐敗勢力的故事。他在少年雜誌上連載的作品包括《男組》、《男大空》。
這時期在青年雜誌上連載的代表作與《男組》的故事情節來了個180度大轉彎，以流浪漢描寫了追求權力的惡人實施暴力和謀殺，至今仍是一部熱門作品。在日本文藝社出的完整版後記中，雁屋哲說道「在中，我試圖真實地描繪出暴力是人類社會驅動力的根源」。

### 轉捩點
雁屋哲的轉捩點是。傳統上，雁屋哲的漫畫不喜歡加入原作中沒有的元素，但在該作品中，負責漫畫的島本和彥加入了原作中沒有的噱頭。然而，雁屋哲認為這很有趣並同意了，甚至在撰寫故事時開始加入搞笑。這對於之前一直專注於暴力漫畫的雁屋哲來說是一個轉捩點，也預示著《美味大挑戰》的成功。島本寫下了「同一個作者，作品差異這麼大，真是不可思議！在《美味大挑戰》裡，主角們吃了好吃的東西，然後抱怨，結果卻吃了更好吃的東西！」這樣的話，台詞中表達了自己對作品裡受苦的主角們的不滿，以此來調侃與已經成為社會現象的《美味大挑戰》差異。

### 美味大挑戰
1983年，他開始與年輕漫畫家花昭合作，在小學館的《Big Comic Spirits》雜誌上連載《美味大挑戰》。故事中提到了東西新聞社出版的「究極料理」，而究極一詞在1986年的新語、流行語大獎新詞部門獲得了金獎。該作品至今仍在連載，總銷量已突破1億冊。1987年，獲得第32屆小學館漫畫獎青年一般部門獎。也被改編成動畫、遊戲、電視劇、電影。
《美味大挑戰》是雁屋哲連載時間最長的漫畫，也是他所有作品中銷量最高的漫畫，是一部商業上成功的漫畫。另一方面，自1990年代以來，他就沒有再為少年或青年男性雜誌發表過任何新作品，而且幾乎沒有以等傳統暴力漫畫的作者身份活動。因此，《美味大挑戰》連載後，該作品被認為是雁屋哲的代表作。後來，雁屋哲開設了自己的部落格，並將其命名為「美味大挑戰日記」，並親自承認了這一點。雁屋哲原本是為了批判美食熱潮而創作，但隨著這部作品的誕生，漫畫從料理漫畫變成了美食漫畫。他也對被人當成美食作家或像美食家一樣對待而感到厭惡，在作品中頻頻批判「食通」和「美食熱潮」的虛偽與世俗行為。
除了美食之外，《美味大挑戰》還涵蓋了許多與食品安全和道德相關的主題，因此有時被稱讚對戰後飲食文化產生了影響。然而，作品有時也會介紹和批評真實的製造商和特定產品（例如味之素、朝日啤酒和SUNTORY）。也曾發生過幾起基於錯誤資訊發布食品相關知識的案例，引發了批評。
他經常涉及飲食文化以及與飲食相關的政治題材，在第13冊「激鬥鯨合戰」中，他介紹了捕鯨以及圍繞捕鯨的日本文化，並提出「捕鯨是一種文化」。2009年，他在自己的部落格「美味大挑戰日記」中批評了從事阻礙捕鯨活動的反捕鯨組織海洋守護者協會，稱他們不僅是海盜，更是「恐怖分子」。他說，派遣自衛隊艦艇是理所當然的，並呼籲逮捕海洋守護者協會並逮捕和拘留其船員。同時也批評澳洲政府縱容此類活動。關於澳洲，在第33冊「引人入勝的大地（後篇）」中，他被這個國家「世界上最先進的多元文化主義」所啟發，甚至親自移居到了那裡。然而，在第65冊「澳洲的危機（中篇）」中，他談到了澳洲歧視現象的加劇問題，並讓一個角色說「這是一個你現在不應該去的國家」，並嚴厲批評這個國家，稱即使作為遊客去那裡也很危險。

## 人物
- 他是麥金塔用戶，討厭Windows。Mac出現在他的作品《美味大挑戰》和中，在前者中有一個場景，主角山岡士郎（日语：山岡士郎）辱罵Windows及其用戶[14][15]。
- 有報導稱，由於雁屋哲向小學館提出抗議，《危險調查員》一度絕版。據匿名人士透露，浦澤直樹和長崎尚志（編輯兼原作者）對早期原作者勝鹿北星（日语：きむらはじめ (漫画原作者)）態度惡劣，並試圖取消他的作者數名。對此，勝鹿北星的朋友、前電通同事雁屋哲介入。由於長崎尚志當時是《Big Comic Spirits》的主編，這導致他辭去主編一職並離開公司，而浦澤則轉投講談社的《Morning》，據說這讓問題變得更加複雜[16]（詳情請參閱危險調查員#關於著作者的變更）。
- 關於雁屋哲的部落格「雁屋哲的美味大挑戰日記」[注 5]，《週刊新潮（日语：週刊新潮）》發表了題為「「美味大挑戰」雁屋哲對「北朝鮮」的異常熱愛」的文章[18]。對此，雁屋哲在其部落格上發表了一篇題為「回憶週刊新潮」的文章，批評該雜誌的編輯和撰稿人。他表示「雜誌裡充斥著娛樂界、商界、名人等世界各地的醜聞，以及醜陋殘酷的犯罪重演和充斥著變態的性話題。打開讀兩三頁，我感覺好像有什麼骯髒的東西被塞進了我的喉嚨」，他還說「當人們到了可以預知自己的生命即將走到盡頭的年紀時，難道他們不會記得迄今為止所寫的一切，難道不會在半夜跳起來，對著虛空絕望地尖叫嗎？」[5]。
- 大學期間，他讀了柘植義春的，「感到天翻地覆的震撼」。他還形容柘植義春是一位「光彩奪目的男人」，並擁有柘植義春的全集以及他能找到的所有作品[19]。
- 日本文藝社（日语：日本文芸社）雁屋哲的責任編輯夜久弘（日语：夜久弘）是《牙狼》等純漫畫的熱情支持者。為了推廣柘植義春的作品，不顧利益地出版了《COMIC獏（日语：COMICばく）》，但對待卡拉亞的和卻毫無怨言地保持著冷靜的態度。當雁屋哲意識到創作藝術作品的漫畫家柘植義春和創作大眾娛樂作品的雁屋哲在責任編輯上存在巨大差異時，他感到震驚並開始對柘植義春感到自卑。此外，1988年移居澳洲後，他與夜久弘失去了聯繫。然而，在欽佩與自卑之間左右為難之際，他驚訝地發現這位老熟人竟然不認識柘植義春，並問他「你不知道，能說你懂漫畫嗎？」並答應送給他筑摩書房出版的《柘植義晴全集》[19]。
- 自由作家中宮崇（日语：中宮崇）批評漫畫是曾在電通工作的雁屋哲的宣傳工具，並以為例[20][21]。

## 作品列表

### 漫畫
- （作畫：梅本幸雄（日语：梅本さちお），約1974年，《月刊少年Magazine》）[22]
- 男組（作畫：池上遼一，1974年—1979年，《週刊少年Sunday》）
- 銀河戰士阿波羅（作畫：海堂龍，1975年，《少年King（日语：少年キング）》）—一部關於宇宙戰爭的科幻漫畫，後來成為動畫《UFO戰士阿波羅》的基礎，但其中沒有巨型機器人。尚未以單行本方式出版。
- 海商王（作畫：風間銳二（日语：かざま鋭二），1975年—1976年，《週刊少年Magazine》）
- 怪物球團（作畫：制野秀一，1976年—1977年，《comic magazine（日语：コミックmagazine）》）
- （作畫：由起賢二，1977年—1982年，《週刊漫畫Goraku（日语：週刊漫画ゴラク）》）
- 黑鍵（作畫：精作，1977年，《Big Comic Original》）—一部相當激進的作品，主角的敵對組織[注 6]背後的主謀是一個非常重要的人物。
- （作畫：長谷川法世，1977年，《週刊少年Sunday》）—《男組》休載時的連載作品。
- 人狼戰線（作畫：田丸洋介，1978年，《MANGA DONKY（日语：まんがドンキィ）》）
- 炎之巨大超人（作畫：秋本茂，1979年，《電視君（日语：てれびくん）》）—雖然它是根據同名特攝影集改編的漫畫，但原始故事是專門為連載而編寫的。頁面標題中明確說明了這一點。
- 男大空（作畫：池上遼一，1980年—1982年，《週刊少年Sunday》）
- （作畫：井上紀良，1981年—1983年，《週刊Young Jump》）
- （作畫：島本和彥，1982年—1986年，《週刊少年Sunday增刊（日语：週刊少年サンデーS）》）
- （作畫：由起賢二，1983年—1984年，《週刊漫畫Goraku》）
- 美味大挑戰（作畫：花昭，1983年—，《Big Comic Spirits》）—第32屆小學館漫畫獎得獎作品。
- Star Steps（作畫：伊藤實（日语：伊藤実 (漫画家)），1983年—1986年，《月刊COMICOMI（日语：月刊コミコミ）》）
- ZINGY（作畫：上條淳士，1984年，《週刊少年Sunday》）
- 首領（作畫：伊賀一洋，1985年，日本文藝社（日语：日本文芸社）《GorakuC》）
- The Terror（作畫：村野守美，1986年—1988年，《週刊產經（日语：SPA!）》）
- （作畫：Sugar佐藤（日语：シュガー佐藤 (漫画家)），1997年—1998年，《週刊星期五（日语：週刊金曜日）》）—該作品與《Gomanism宣言》截然相反，與雁屋哲的《Gomanism宣言》有著相似感覺的作品。隨著《漫畫日本人與天皇》的連載開始而結束。
- 漫畫日本人與天皇（日语：マンガ日本人と天皇）（作畫：Sugar佐藤，1998年—2000年，《週刊星期五》）
- 漫畫意想不到的福澤諭吉（作畫：Sugar佐藤，2016年，遊幻舎）—上下全2冊，及一本新繪製的單行本[23]

阿月田伸也名義
- （作畫：池上遼一，1972年，《週刊少年Magazine》）—出道作品。共同原作。一部講述主角孤兒透過艱苦努力成為競輪賽車手的過程的熱血運動漫畫。

瀨叩龍名義
- （作畫：岩重孝（日语：いわしげ孝），1986年—1988年，《Big Comic Spirits》）—由於與《美味大挑戰》同時連載，所以使用了不同的名字。

### 小說
- . 角川書店. 1993年9月.
  - [注 7]，角川書店〈角川驚悚文庫〉，1995年12月 ISBN 978-4041783047

### 動畫、特攝影集
- UFO戰士阿波羅（EIKEN，1976年）—一部機器人動畫。故事以《銀河戰士阿波羅》為藍本，部分設定被沿用，但他並未參與製作。
- 巨大超人（東寶，1979年）—一部特攝英雄影集。身為原作者，他從策劃階段就開始參與，也為主題曲寫了歌詞。

### 散文
- . 角川書店. 1987年7月. ISBN 4-04-883217-4.
  -  . 角川文庫. 角川書店. 1990年9月. ISBN 4-04-178301-1.
- . 角川書店. 1989年3月. ISBN 4-04-883232-8.
  -  . 角川文庫. 角川書店. 1992年5月. ISBN 4-04-178303-8.
- . 日本放送出版協會. 1989年6月. ISBN 4-14-008651-3.
- . 飛鳥新社. 1995年8月. ISBN 4-87031-227-1.
- . My First Big Books. 小學館. 2001年4月20日. ISBN 4-09-359381-7.
- . My First Big Books. 小學館. 2006年6月15日. ISBN 4-09-359382-5.
- . 遊幻舎. 2008年11月. ISBN 978-4-9903019-3-4.
- . 遊幻舎. 2010年6月. ISBN 978-4-9903019-5-8.
- . 遊幻舎. 2015年1月. ISBN 978-4-9903019-8-9.
- . 小學館. 2016年12月. ISBN 978-4-0918770-6-2.

#### 雁屋F名義
- ，Fronze社（日语：ブロンズ社），1972年

### 對談
- 雁屋哲、岸朝子（日语：岸朝子）.  . 遊幻舎. 2006年9月. ISBN 4-9903019-0-0.

## 腳註

## 相關項目
- 日本小說家列表（日语：日本の小説家一覧）

## 外部連結
- （日語）—雁屋哲的官方個人部落格。
- 雁屋哲的X（前Twitter） （日語）